# Kent Vernon Rominger
Kent Vernon „Rommel“ Rominger (* 7. srpna 1956 v Del Norte, stát Colorado, USA), vojenský důstojník a pilot, americký kosmonaut. Ve vesmíru byl pětkrát.

## Život

### Mládí a výcvik
V roce 1974 absolvoval střední školu v rodném Del Notre, roky 1974 až 1978 strávil na Univerzitě v Coloradu.
V týmu astronautů NASA byl v letech 1992 až 2006. Oženil se s Mary Sue, rozenou Ruleovou.

### Lety do vesmíru
Na oběžnou dráhu se v raketoplánech dostal pětkrát a strávil ve vesmíru 67 dní, 2 hodiny a 58 minut. Byl 332 člověkem ve vesmíru.
- STS-73 Columbia, (20. říjen 1995 – 5. listopad 1995), pilot
- STS-80 Columbia, (19. listopad 1996 – 7. prosinec 1996), pilot
- STS-85 Discovery, (7. srpen 1997 – 19. srpen1997), pilot
- STS-96 Discovery (27. květen 1999 – 6. červen 1999), velitel
- STS-100 Endeavour (19. duben 2001 – 1. květen 2001), velitel